# Gisella Naula
Gisella Naula – ekwadorska judoczka.
Brązowa medalistka mistrzostw panamerykańskich w 1994 roku.